# 科苏梅尔翠蜂鸟
，是雨燕目蜂鸟科的一种鸟类。
科苏梅尔翠蜂鸟体重约2.6克，翼长约47.2毫米，嘴峰长约16.8毫米，喙宽度约1.6毫米，喙厚度约1.7毫米，跗蹠长约4.2毫米，尾长约37.8毫米。科苏梅尔翠蜂鸟在其分布区内为留鸟，其栖息在半开放的高大树木组成的森林中，食性为草食性，主要食物来源是植物的花蜜。
科苏梅尔翠蜂鸟分布于墨西哥东南部科苏梅尔岛，穆赫雷斯岛也有，但少见。该物种是单型物种，没有亚种分化。